# Polk Salad Annie
Polk Salad Annie (lub Poke Salad Annie) – piosenka z 1968 roku, napisana i wykonywana przez Tony’ego Joego White’a. Została nagrana w Muscle Shoals (Alabama). Utwór został wydany na singlu w 1968 roku, który dotarł do 8. miejsca na amerykańskiej liście Billboard Hot 100.

## Historia utworu
Pierwotnie kompozycja nosiła tytuł „Old Man Willis”, która miała jednak zupełnie inny tekst, a melodia inny charakter. Została ona napisana przez White’a w 1967 roku.

## Tekst piosenki
Jej słowa opisują styl życia przeciętnej dziewczyny z południa USA. Tradycyjnie, termin ten określa rodzaj pokarmu, użytego w piosence, który nosi nazwę poke salad.